# Kbel, Plzeň-jih
Kbel là một làng thuộc huyện Plzeň-jih, vùng Plzeňský, Cộng hòa Séc.